# 林圣雄
林圣雄（1966年—），汉族，中华人民共和国政治人物、第十一届全国政协委员。
加入中国民主促进会，担任民进中央委员、全国青联常委、新疆圣雄投资集团有限公司董事长。2008年，当选第十一届全国政协委员，代表中国民主促进会，分入第九组。并担任社会和法制委员会专委。